# Enomides
Enomides är ett släkte av skalbaggar. Enomides ingår i familjen vivlar.
Kladogram enligt Catalogue of Life:
| Enomides | \| \| Enomides ovipennis \| \| \| \| |
|          | \| \| Enomides ovipennis \| \| \| \| |
|          | Enomides ovipennis                   |
|          |                                      |